# Dukuh Waringin
Dukuh Waringin is een bestuurslaag in het regentschap Kudus van de provincie Midden-Java, Indonesië. Dukuh Waringin telt 1533 inwoners (volkstelling 2010).